# Роберт Томашек
Роберт Томашек (словац. Róbert Tomaschek, нар. 25 серпня 1972, Нітра) — чехословацький та словацький футболіст, який виступав на позиції центрального півзахисника. За свою кар'єру провів 52 матчі за збірну Словаччини і забив у них 4 голи.

## Клубна кар'єра
Томашек розпочав свою футбольну кар'єру в рідному місті Нітра, у клубі «Нітра». У 1990 році перейшов до першої команди, а в сезоні 1990/91 дебютував у другій лізі Чехословаччини. У 1992 році з «Нітрою» вийшов до вищої ліги Чехословаччини, і провів там останній сезон.
У 1993 році, після розпаду Чехословаччини, Томашек перейшов до братиславського «Слована», з яким став виступати у новоствореному чемпіонаті Словаччини. У 1994, 1995, 1996 і 1999 роках він вигравав чемпіонат Словаччини зі «Слованом». У своїй кар'єрі він також вигравав Кубок Словаччини в 1994, 1997 і 1999 роках і Суперкубок Словаччини в 1994 і 1996 роках. У «Словані» грав до кінця 1999 року.
На початку 2000 року Томашек перейшов у шотландський «Гарт оф Мідлотіан». Дебютував у Шотландській Прем'єр-лізі 22 січня 2000 року в домашній грі проти «Данді» (2:0). Він грав за «Гартс» до кінця сезону 2001/02, а потім завершив кар'єру у віці 30 років через травму.
По завершенні ігрової кар'єри працював технічним директором спочатку юнацької, а потім національної збірної Словаччини.

## Виступи за збірну
Томашек дебютував за збірну Словаччини 2 лютого 1994 року в товариському матчі проти Об'єднаних Арабських Еміратів (1:0), який був історичним першим матчем новоствореної збірної.
У своїй кар'єрі він грав серед інших у відбіркових раундах до чемпіонатів європи 1996 та 2000 років, а також чемпіонатів світу 1998 та 2002 років, але на жоден турнір словаки так і не кваліфікувались.
Загалом у збірній Словаччини з 1994 по 2001 рік Томашек провів 52 матчі і забив 4 голи.

## Статистика

### Клубна
| Сезон   | Клуб                  | Ліга         | Ігор | Голів |
| ------- | --------------------- | ------------ | ---- | ----- |
| 1990/91 | «Нітра»               | II. ліга     | 11   | 0     |
| 1991/92 | «Нітра»               | II. ліга     | 18   | 0     |
| 1992/93 | «Нітра»               | I. ліга      | 24   | 3     |
| 1993/94 | «Слован» (Братислава) | I. ліга      | 8    | 0     |
| 1994/95 | «Слован» (Братислава) | I. ліга      | 12   | 1     |
| 1995/96 | «Слован» (Братислава) | I. ліга      | 22   | 0     |
| 1996/97 | «Слован» (Братислава) | I. ліга      | 18   | 3     |
| 1997/98 | «Слован» (Братислава) | I. ліга      | 35   | 1     |
| 1998/99 | «Слован» (Братислава) | I. ліга      | 34   | 4     |
| 1999/00 | «Слован» (Братислава) | I. ліга      | 5    | 0     |
| 1999/00 | «Гарт оф Мідлотіан»   | Прем'єр-ліга | 14   | 0     |
| 2000/01 | «Гарт оф Мідлотіан»   | Прем'єр-ліга | 28   | 4     |
| 2001/02 | «Гарт оф Мідлотіан»   | Прем'єр-ліга | 7    | 0     |

### Голи за збірну
| # | Дата            | Місце                                            | Суперник    | Рахунок | Результат | Турнір            |
| - | --------------- | ------------------------------------------------ | ----------- | ------- | --------- | ----------------- |
| 1 | 10 жовтня 1998  | «Райнпарк», Вадуц, Ліхтенштейн                   | Ліхтенштейн | 3–0     | 4–0       | Відбір Євро-2000  |
| 2 | 10 жовтня 1998  | «Райнпарк», Вадуц, Ліхтенштейн                   | Ліхтенштейн | 4–0     | 4–0       | Відбір Євро-2000  |
| 3 | 19 травня 1999  | «Міський стадіон», Дубниця-над-Вагом, Словаччина | Болгарія    | 2–0     | 2–0       | Товариський матч  |
| 4 | 24 березня 2001 | «Алі Самі Єн», Стамбул, Туреччина                | Туреччина   | 1–1     | 1–0       | Відбір на ЧС-2002 |

## Досягнення
- Чемпіон Словаччини (4): 1993/94, 1994/95, 1995/96, 1998/99
- Володар кубка Словаччини (3): 1993/94, 1996/97, 1998/99
- Володар Суперкубка Словаччини (3): 1993, 1994, 1996